# 日本漢字学会
日本漢字学会（にほんかんじがっかい、英: Japan Society for Cultural studies of Chinese Characters、JSCCC）とは、日本の学術研究団体の一つ。

## 概要
2018年3月29日に発足。漢字学に関する日本初の専門学会である。会長は東京女子大学現代教養学部教授の山本真吾。初代会長は漢検漢字文化研究所所長で京都大学名誉教授の阿辻哲次。事務局は日本漢字能力検定協会。

### 設立趣旨
アジア諸国の漢字及び関連諸領域の研究を通じ、日本における漢字文化の発展に貢献することを目的とする。研究対象は、
- 漢字そのもの
- 漢字を用いた文化
- 漢字を処理する文化
- 漢字を管理・制御する文化
- 漢字を扱う国家や社会

である。

## 会報誌
会報誌は「漢字之窓」であり、半年に一回発行している。会員であれば、PDFで参照することができる。